# Toussaint Gelton
Toussaint Gelton (1630 – Copenaghen, 10 settembre 1680) è stato un pittore e mercante d'arte olandese.

## Biografia
Si conosce poco della vita di quest'artista: non è noto nemmeno il luogo di nascita e la data relativa è incerta, compresa tra il 1620 e il 1640.
Le prime notizie pervenute riguardano la sua presenza in Svezia intorno al 1658, dove eseguì opere commissionate dal re Carlo X e dal conte Magnus Gabriel de la Gardie.
Nel 1659 si trasferì all'Aia, dove entrò a far parte della locale Corporazione di San Luca. Dal 1663 al 1673 fu di nuovo in Svezia, dove lavorò per parecchi clienti del posto.
Ritornato in Danimarca nel 1673, divenne pittore presso la corte danese del re Cristiano V e dal 1675 al 1677, in Germania, dipinse ritratti di membri della famiglia reale danese. In seguito trascorse vari brevi periodi ad Amsterdam.
Dipinse principalmente soggetti di genere e ritratti, ma anche paesaggi in collaborazione con altri artisti, come Pontius de la Gardie. Il suo stile si rifà a quello di Cornelis van Poelenburch, addirittura risultano sue copie da opere del Poelenburch.
Fu suo seguace Wilcken Riboldt.

## Opere
- Ritratto a busto di Carlo X Gustavo, 47 x 37 cm, firmato, 1650, Stoccolma[3]
- Ritratto a busto di Maria Eufrosina, sorella di Carlo X Gustavo e moglie del conte Magnus Gabriel de la Gardie, 34 x 27 cm, firmato, 1650, Stoccolma[3]
- La crocifissione, olio su rame, 38,5 x 33,2 cm, firmato[4]
- Diana e le sue ninfe, olio su tavola, 27 x 34 cm[5]